# “V” Is for Vagina
“V” Is for Vagina es el primer álbum de estudio de Puscifer, lanzado el día martes 30 de octubre de 2007. El álbum cuenta con sonido y arreglos electrónicos muy diferentes a las de las otras bandas del cantante Maynard James Keenan: Tool y A Perfect Circle. Keenan comparó al sonido de este CD con la sensación que siente al "manejar con tu auto escuchando esos viejos hits de Motown, James Brown y del estilo de R&B". "V" Is for Vagina ha vendido más de 112.000 copias.

## Lanzamiento
Previamente esta banda había lanzado un sencillo titulado Cuntry Boner el 2 de octubre de 2007 y siete días después sacaron a la venta el EP Don't Shoot the Messenger vía i Tunes.
El 30 de octubre de 2007, un sencillo, el primero puesto en las radios, llamado "Queen B." fue parte de la lista de canciones que pueden reproducirse en la web oficial de la banda, junto a otros temas seleccionados por Maynard James Keenan. Cinco días más tarde, el videoclip del sencillo "Queen B." fue subido a la cuenta oficial de Puscifer en Youtube.
El álbum debutó en el puesto número 25 en el ranking del Billboard 200, vendiendo 27.000 copias en la primera semana de su lanzamiento.
El 17 de octubre de 2008, el videoclip oficial de la canción "Momma Sed" fue publicado en línea por medio de la cuenta oficial de Puscifer en Youtube.

### Álbum Remix
El 29 de abril de 2008 fue publicado un álbum remix titulado “V” Is for Viagra. The Remixes, que contiene una variada lista de remixes del CD "V" Is for Vagina, Cuntry Boner y Don't Shoot the Messenger.

### Álbum Dub Remix
El 17 de octubre de 2008 sale a la venta un nuevo álbum de remixes titulado “D” Is for Dubby – The Lustmord Dub Mixes, que contiene nuevos remixes de “V” Is for Vagina. Sólo se lo consigue por medio de Amazon.com o i Tunes.

## Listado de canciones
Todas las canciones escritas y compuestas por Maynard James Keenan, except where noted. 
| CD  |                                                              |          |  |
| N.º | Título                                                       | Duración |  |
| 1.  | «Queen B.» (M. Keenan, T. Alexander)                         | 3:56     |  |
| 2.  | «DoZo» (M. Keenan, B. Lustmord)                              | 4:00     |  |
| 3.  | «Vagina Mine»                                                | 5:35     |  |
| 4.  | «Momma Sed» (M. Keenan, T. Commerford, B. Wilk, J. Polonsky) | 3:24     |  |
| 5.  | «Drunk with Power» (M. Keenan, B. Lustmord)                  | 5:01     |  |
| 6.  | «The Undertaker» (M. Keenan, D. Lohner)                      | 4:00     |  |
| 7.  | «Trekka» (M. Keenan, B. Lustmord)                            | 4:46     |  |
| 8.  | «Indigo Children»                                            | 6:22     |  |
| 9.  | «Sour Grapes» (M. Keenan, J. Polonsky, T. Alexander)         | 6:45     |  |
| 10. | «REV 22:20 (Dry Martini Mix)» (M. Keenan, D. Lohner)         | 5:08     |  |

| Edición de Lujo |                                                 |          |  |
| N.º             | Título                                          | Duración |  |
| 11.             | «The Undertaker (Spanish Fly Mix)»              | 3:44     |  |
| 12.             | «Lighten Up, Francis» (M. Keenan, T. Alexander) | 4:10     |  |
| 13.             | «Queen B. (BLESTeNATION Mix)»                   | 3:25     |  |
| 14.             | «Momma Sed (BLESTeNATION Mix)»                  | 4:47     |  |
| 15.             | «Queen B.» (Music Video)                        | 4:12     |  |

## Vinilo
En el 29 de abril de 2008, “V” Is for Vagina fue relanzado en una edición limitada en un vinilo doble, que puede ser adquirido también junto a la edición de lujo del CD.

### Listado de canciones
Lado A:
1. "Queen B." (M. Keenan, T. Alexander) – 3:56
2. "DoZo" (M. Keenan, B. Lustmord) – 4:00
3. "Lighten Up, Francis" (M. Keenan, T. Alexander) – 4:10

Lado B:
1. "Vagina Mine" (M. Keenan) – 5:35
2. "Momma Sed" (M. Keenan/MJ, T. Commerford, B. Wilk, J. Polonsky) – 3:24
3. "The Undertaker (Spanish Fly Mix)" – 3:44

Lado C:
1. "Drunk with Power" (M. Keenan, B. Lustmord) – 5:01
2. "Trekka" (M. Keenan, B. Lustmord) – 4:46
3. "Indigo Children" (M. Keenan) – 6:22

Lado D:
1. "The Undertaker" (M. Keenan, D. Lohner) – 4:00
2. "Sour Grapes" (M. Keenan, J. Polonsky, T. Alexander) – 6:45
3. "REV 22:20 (Dry Martini Mix)" (M. Keenan, D. Lohner) – 5:08

## Curiosidades
La canción "Indigo Children" parece referirse al concepto New Age referido a los niños índigo. Esta canción aparece en el reproductor de música incrustado en la web oficial de Puscifer.
El título de "REV 22:20" es una referencia directa al epílogo del libro Apocalipsis, capítulo 22, versículo 20: "El que testifica de estas cosas dice: "Sí, vengo pronto." Amén. Ven, Señor Jesús.", (en inglés:"He who testifieth these things saith, Yea: I come quickly. Amen: come, Lord Jesus."

## Personal
Contó con el trabajo de los siguientes artistas:
- Maynard James Keenan – Voz, guitarra acoustica, Percusión, v, Clavinet
- Tim "Herb" Alexander – Batería
- Joe Barresi – Guitarra
- Jeremy Berman – Percusión
- Alessandro Cortini – Sintetizador
- Ainjel Emme – Guitarra acostica, coros
- Joshua Eustis – Guitarra, Programación, Wurlitzer
- Alain Johannes – Guitarra
- Bob Ludwig – Masterización
- Brian Lustmord – Programación
- Eddie McClintock – Arte y diseño
- Lynn Sánchez McClintock – Director de Producción
- Mat Mitchell – Bajo, Guitarra, Programación
- Alan Moulder – Mixing
- Alfredo Nogueira – Pedal Steel
- Jonny Polonsky – Piano, Clavinet, Sampling, Loop
- Andy Savours – Mixing
- Gil Sharone – Percusión
- Rani Sharone – Bajo, Guitarra, Percusión, Bajo (sin trastes), Guitarra barítona